# Sirkap
Sirkap (Urdu: سر کپ) ist der Name eines archäologischen Fundplatzes nahe der Stadt Taxila in der pakistanischen Provinz Punjab. Es ist wohl die Neugründung des vormaligen Taxila, Hauptstadt von Gandhara, am Fundplatz Bhir Mound. Eine spätere Neugründung, unter den Kushana, findet sich in Sirsukh.
Die Stadt wurde von dem Griechisch-Baktrischen König Demetrius neu gegründet. Demetrius eroberte den Nordwesten Indiens um 180 v. Chr. und gründete dort ein Königreich das bis 10 v. Chr. dauerte. Gemäß einer anderen Meinung ist Sirkap dagegen vom König Menander I. gegründet worden. Die Vorgängerstadt Taxila hatte große Bedeutung für das Maurya-Reich und dessen König Ashoka.

## Ausgrabung
Die Stadtanlage von Sirkap ist unter der Leitung von Sir John Marshall durch Hergrew von 1912 bis 1930 ausgegraben worden. In 1944 und 1945 unternahmen Mortimer Wheeler und seine Mitarbeiten weitere Ausgrabungen vor.

## Kultische Gebäude
Buddhistische Stupen mit hellenistischen Elementen sind in den Ruinen von Sirkap überall zu finden. Es befindet sich auch ein Hindutempel in der Stadt. Ein griechischer Tempel befand sich in der Nähe (etwa 650 Meter) der Stadt, in Jandial, wobei nach einer Ansicht dieser ein zoroastrischer Tempel war.

### Die runde Stupa
Es gibt eine runde Stupa in Sirkap die zu den ältesten Stupas auf dem indischen Subkontinent zählt. Die Lage der Stupa gibt Anlass zu der Vermutung, dass diese Stupa von ihrem ursprünglichen Ort im ersten Jahrhundert durch einen starken Erdbeben zu dem jetzigen geschleudert wurde. Als die Stadt nach dem Erdbeben wiederaufgebaut wurde, schützte man die Stupa durch eine neue Mauer.

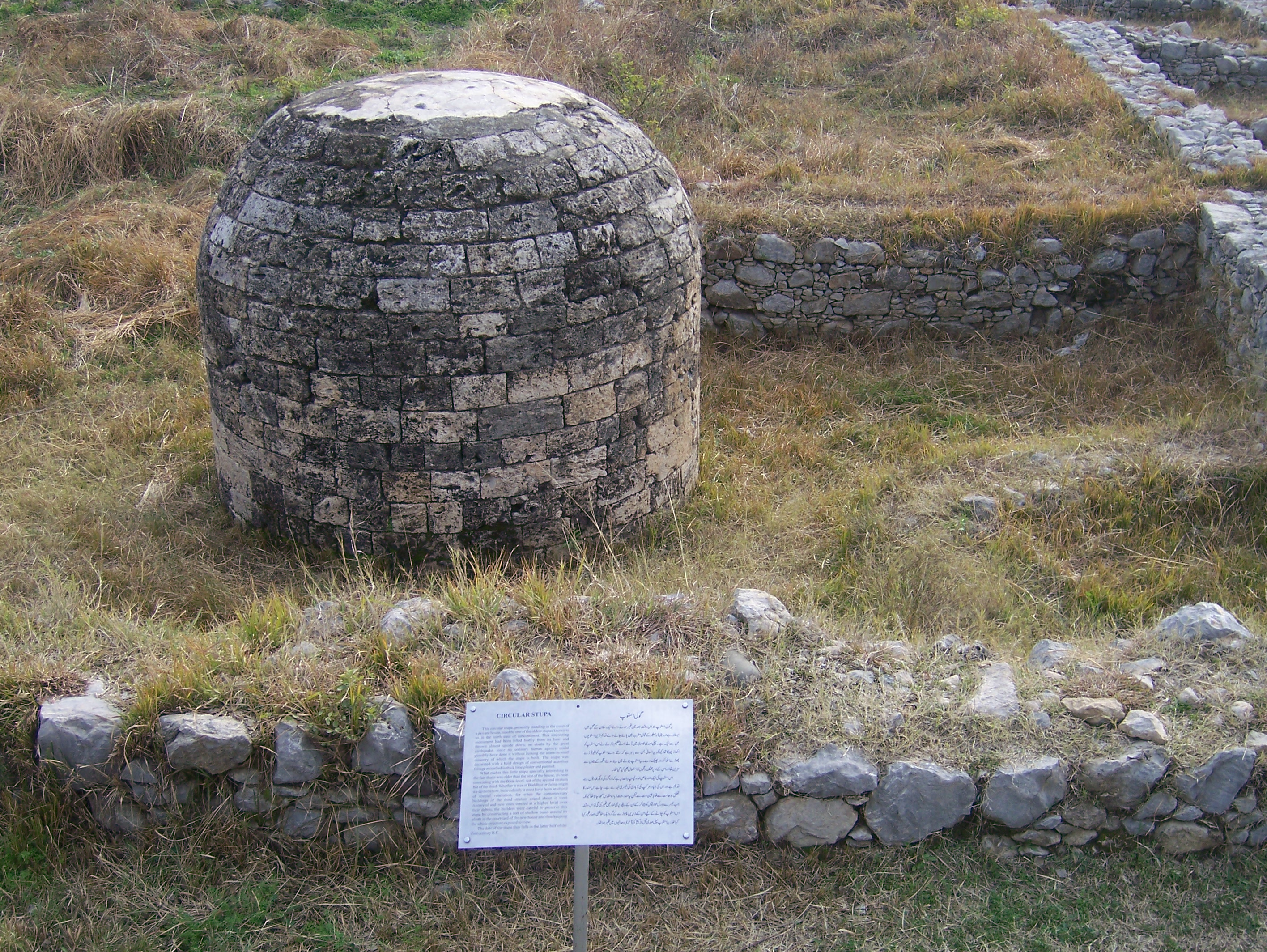
Die runde Stupa in Sirkap

### Der runde Tempel
Der runde Tempel, im englischen Apsidal Temple genannt, ist das größte Kultgebäude von Sirkap. Er ist rund 70 × 40 Meter groß (zum Vergleich: Der Parthenon ist 70 × 31 Meter groß). Der runde Tempel enthält einen quadratischen Raum mit mehreren Zimmern für die buddhistischen Mönche und einen runden Raum, von dem der Name abgeleitet ist. 

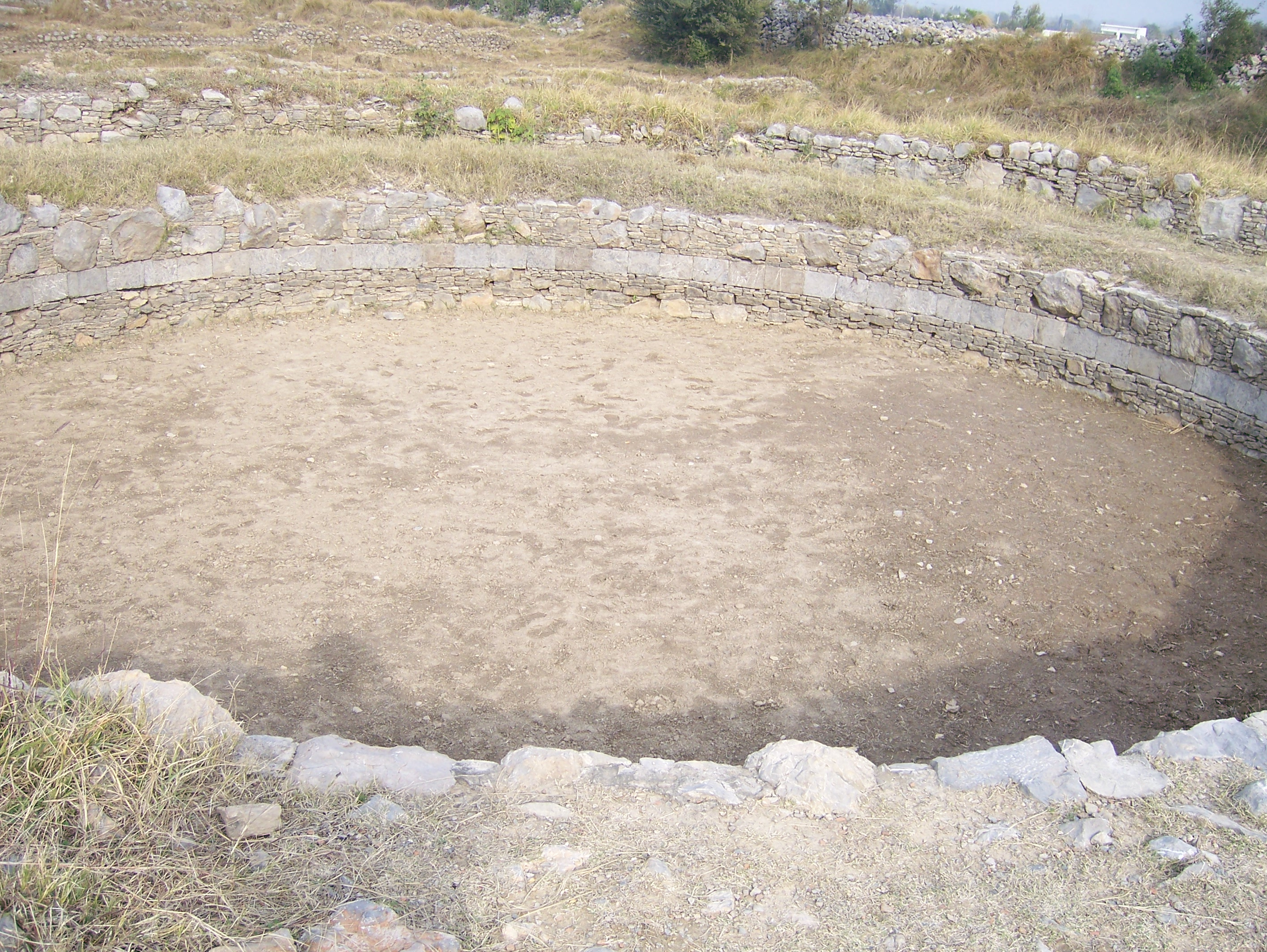
Der runde Tempel

### Die Stupa mit dem doppelköpfigen Adler
Eine besondere Stupa in Sirkap ist die sogenannte 'Stupa mit dem doppelköpfigen Adler'. Die Wandpfeiler dieser Stupa zeigen griechischen Einfluss. Der mittlere Bogen auf der Vorderseite zeigt einen griechischen Tempel, im äußeren einen hinduistischen Tempel. Über diese Tempel sitzen Adler mit doppeltem Kopf. Dieses Motiv ist auch deshalb außergewöhnlich, da dies ein babylonisches Symbol ist. Es scheint aus Babylonien nach Skythien und dann nach Punjab gelangt zu sein.

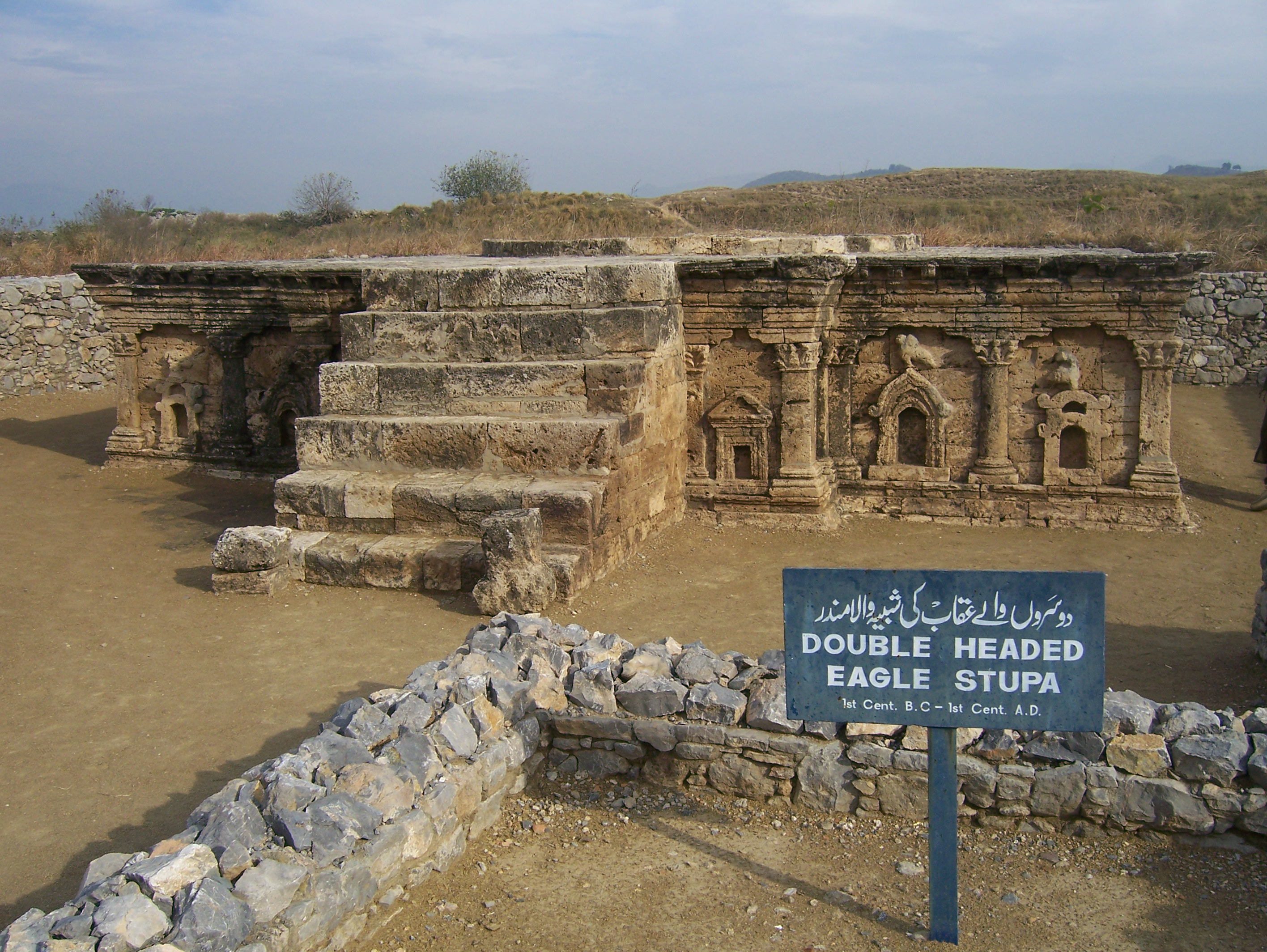
Die Stupa mit dem doppelköpfigen Adler

## Besuch des Apollonius von Tyana
Der griechische Philosoph Apollonius von Tyana ist im ersten Jahrhundert v. Chr. nach Indien gereist und hat auch Taxila besucht. Er beschreibt die griechischen Gebäude in Sirkap und sagt:
"Taxila, sie sagen uns, ist ungefähr so groß wie Nineveh und ist nach dem Brauch der Griechen gut ummauert worden."
und weiter:
"Ich habe bereits beschrieben wie die Stadt ummauert ist, aber sie sagen auch, dass sie wie Athen enge und unregelmäßige Straßen aufweist. Und, dass die Häuser so gebaut sind, dass wenn man sie von außen betrachtet so sieht man nur einen Stockwerk. Wenn man aber hineingeht, so findt man unterirdische Räume die so weit nach unten reichen wie die Räume oberhalb."

## Abbildungen

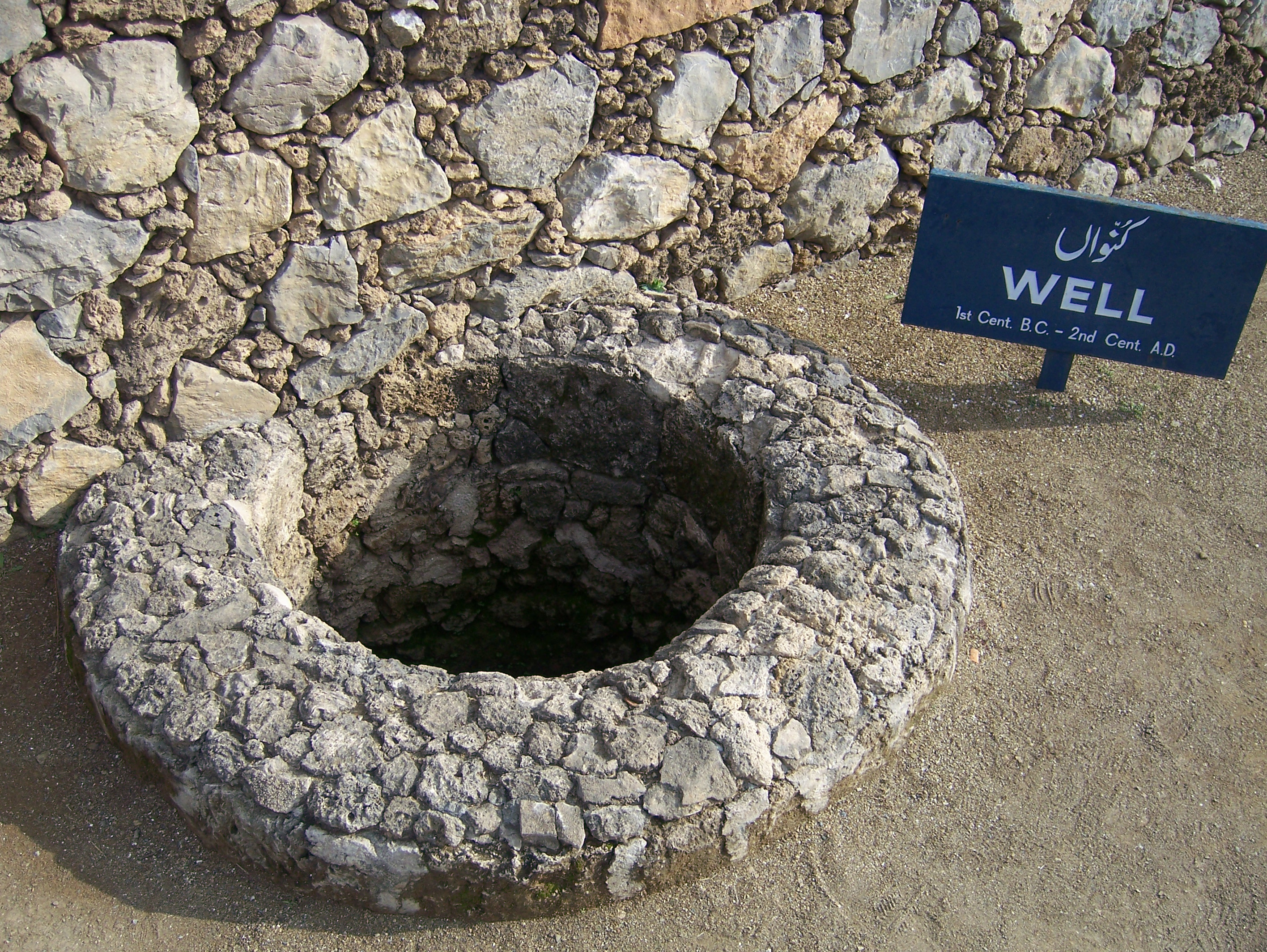
Ein Brunnen in Sirkap.
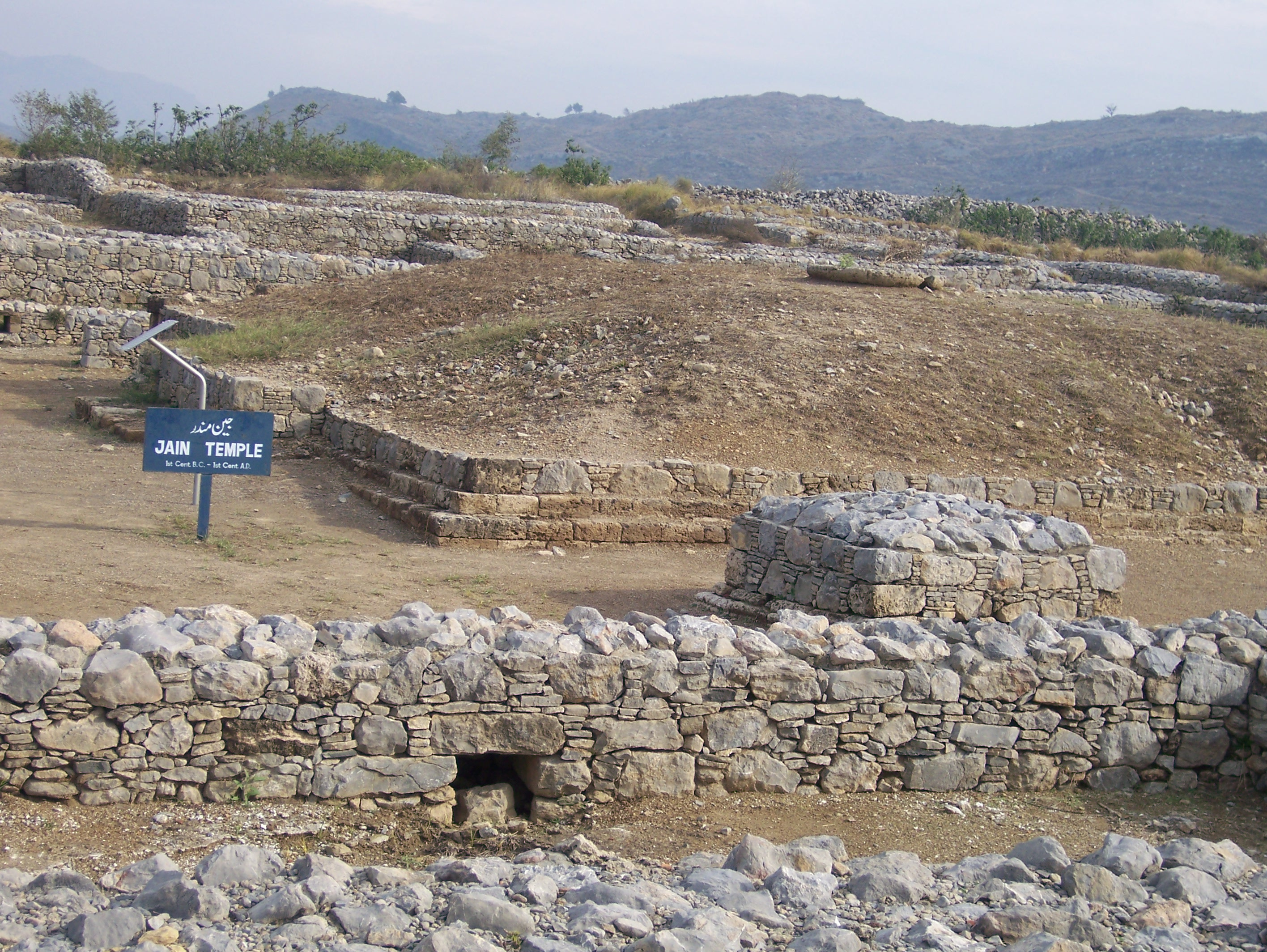
Jain-Tempel.
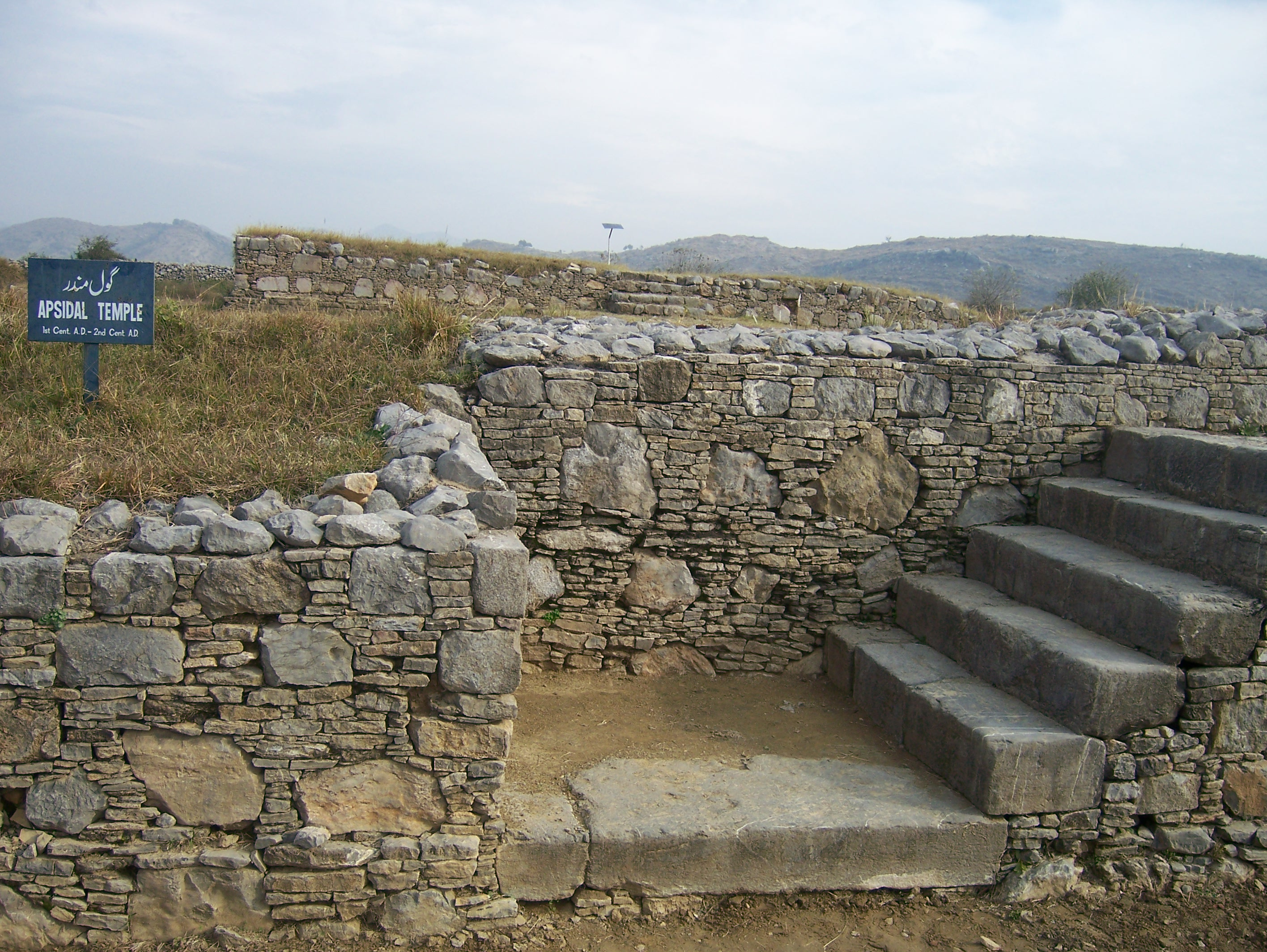
Der runde Tempel.
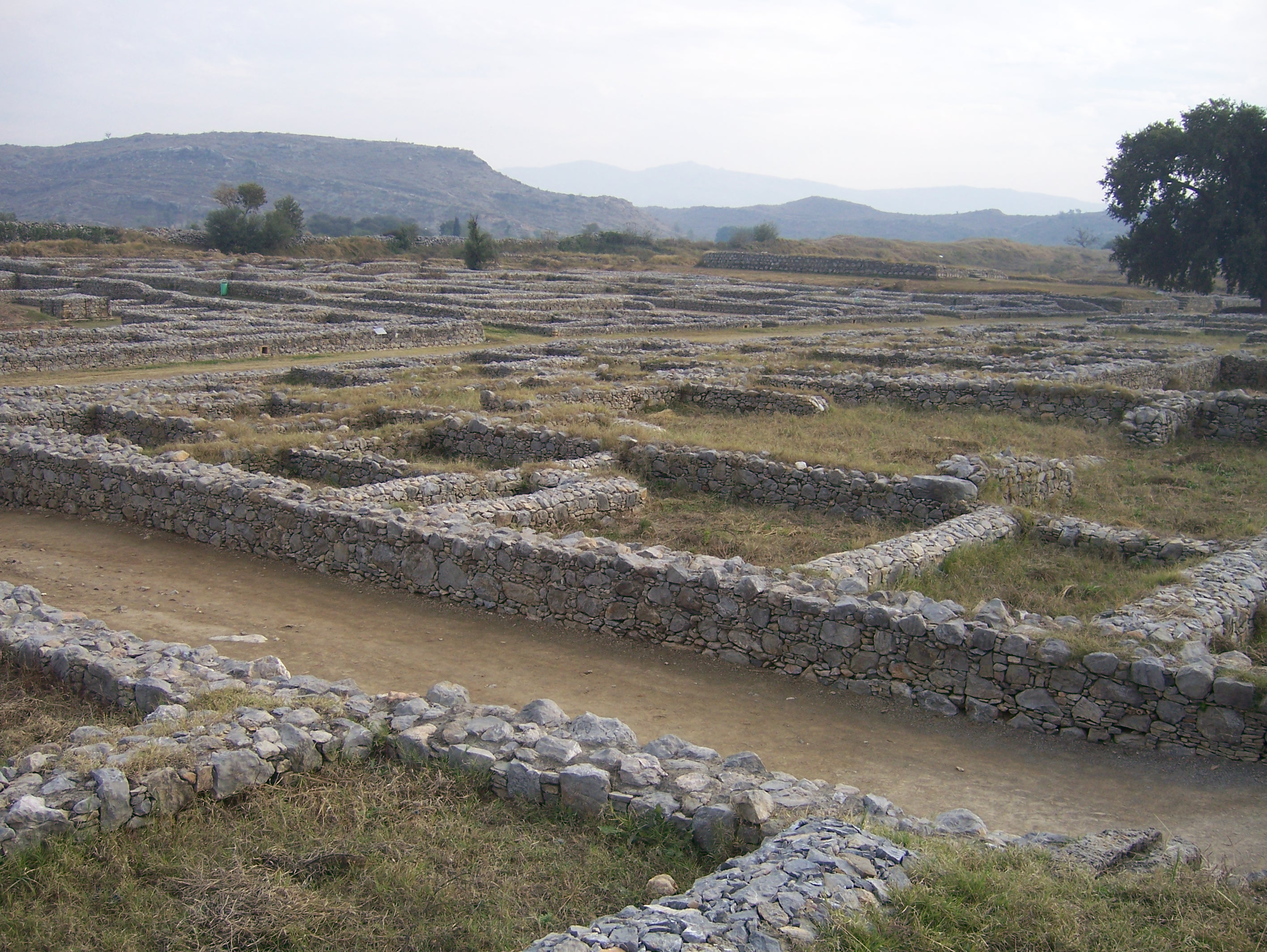
Straßen der Stadt Sirkap.
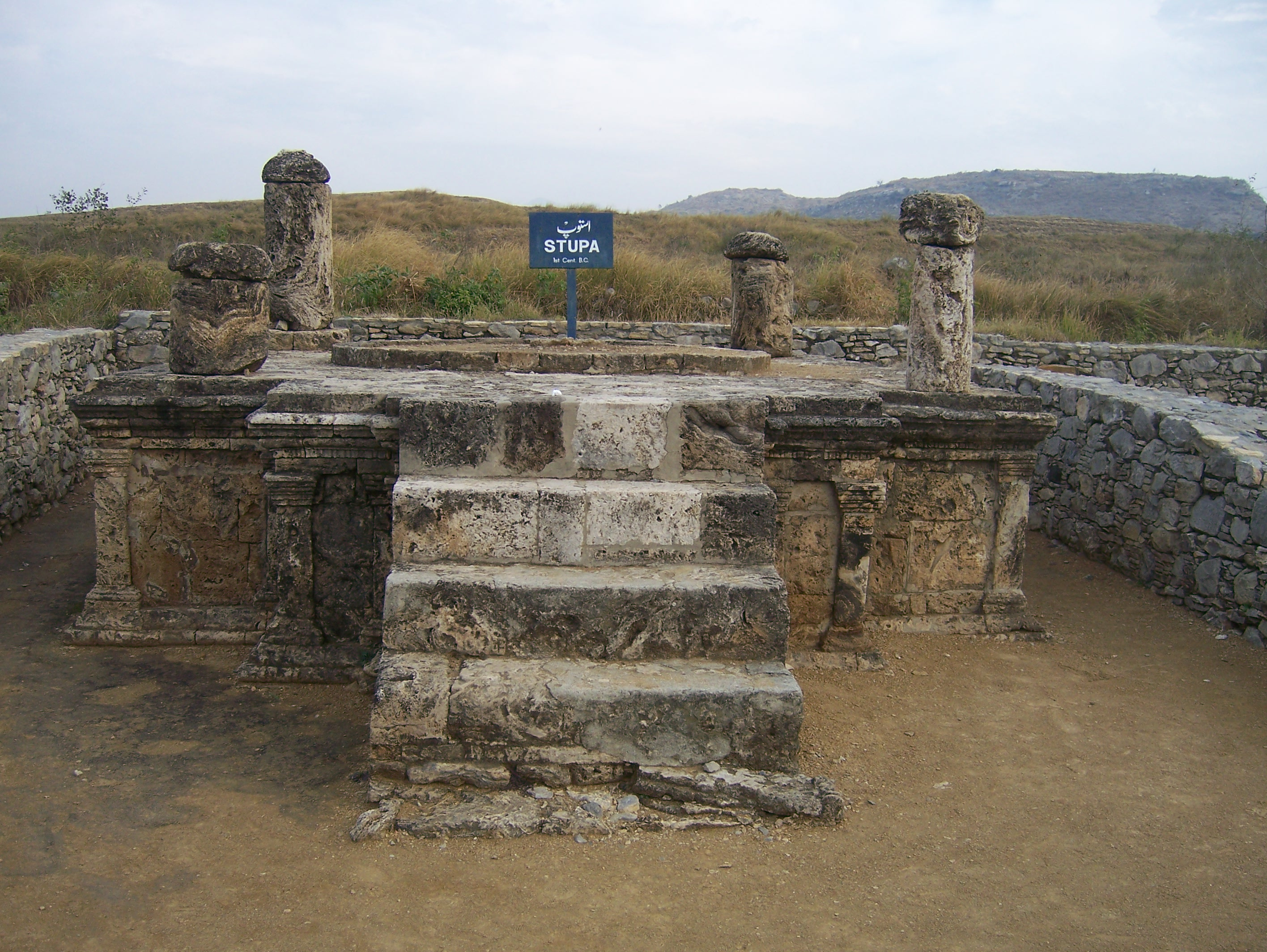
Eine Stupa aus dem ersten Jahrhundert v. Chr.